# 15:17 do Paryża
15:17 do Paryża (ang. The 15:17 to Paris) – amerykański dreszczowiec z 2018 roku w reżyserii Clinta Eastwooda o ataku terrorystycznym na pociąg Thalys w sierpniu 2015 roku.

## Premiera
Film miał swoją światową premierę w Burbank w Kalifornii 5 lutego 2018 roku. Obraz wszedł do kin w Stanach Zjednoczonych 9 lutego 2018 roku. W Polsce zaczęto go wyświetlać w szerokiej dystrybucji 20 kwietnia 2018.

## Fabuła
Fabuła filmu jest oparta na prawdziwych wydarzeniach, które miały miejsce w dniu 21 sierpnia 2015 roku.  W dniu tym, trzech młodych amerykańskich turystów: Anthony Sadler (23), Alek Skarlatos (22) i Spencer Stone (23) wsiadło do pociągu Thalys odjeżdżającego z dworca centralnego w Amsterdamie o godzinie 15:17 do Paryża. Po drodze, w Brukseli do pociągu wsiadł terrorysta Ayoub El Khazzani, który miał w swoim plecaku automatyczny składany karabinek typu kałasznikow, pistolet, nóż, butelkę benzyny i ok. 300 sztuk amunicji. W toalecie pociągu wyjął broń, uzbroił i przeładował. Pierwszym, który rzucił się na napastnika był Francuz amerykańskiego pochodzenia. Terrorysta postrzelił go i przemieszczał się dalej po pociągu wymachując bronią. Napastnik grożąc użyciem broni sterroryzował pasażerów. Doświadczony żołnierz Alek Skarlatos, widząc co się dzieje, dał sygnał do ataku. W pędzącym ok. 300 km/godz. pociągu wywiązała się walka wręcz pomiędzy napastnikiem i dzielnymi Amerykanami. Do akcji przeciwko terroryście dołączył się brytyjski pasażer Chris Norman. Po kilku minutach napastnik został obezwładniony, ale w czasie szamotaniny oddał kilka strzałów, ranił jednego z Amerykanów i jednego pasażera. Na stacji Arras, na terenie Francji, pociąg zatrzymał się awaryjnie, gdzie już oczekiwały uzbrojone formacje policyjne i przejęły napastnika. Prezydent François Hollande odznaczył Legią Honorową trzech dzielnych Amerykanów i Chrisa Normana
Film powstał trzy lata po tych wydarzeniach i został wyreżyserowany przez Clinta Eastwooda, główne role zagrali ci co udaremnili atak, aktorzy amatorzy: Anthony Sadler, Alek Skarlatos i Spencer Stone.

## Obsada
W filmie wystąpili m.in.:
- Anthony Sadler jako on sam
- Alek Skarlatos jako on sam
- Spencer Stone jako on sam
- Jenna Fischer jako Heidi Skarlatos
- Judy Greer jako Joyce Eskel
- Ray Corasani jako Ayoub El-Khazzani
- Paul Jeffrey Byrne jako pan Henry
- Tony Hale jako nauczyciel
- Thomas Lennon jako dyrektor szkoły
- Jaleel White jako Garrett Walden
- Lillian Solange Beaudoin jako Carolyn
- Robert Pralgo jako pan Skarlatos
- Ethan Rains jako Ben Zomerdyk
- Braxton Bjerken jako Everett Stone
- Jeanne Goursaud jako Lea

## Nominacje i nagrody (wybrane)
- Young Artist Awards 2019
  - nominacja: Best Performance in a Feature Film: Leading Young Actor – Paul-Mikél Williams[5]
- Young Entertainer Awards 2019
  - wygrana: Best Leading Young Actor – Feature Film – Paul-Mikél Williams[5]